# CV-309
La CV-309 fue una carretera autonómica valenciana (competencia de la Generalidad Valenciana) que iniciaba su recorrido en la V-21 a la altura de Puzol y finalizaba enlazando con la N-237, junto al núcleo de población del Puerto de Sagunto.

## Nomenclatura
La CV-309 pertenecía a la red de carreteras de la Generalidad Valenciana. Su nombre viene de la CV (que indica que es una carretera autonómica de la Comunidad Valenciana) y el 309, es el número que recibe dicha carretera, según el orden de nomenclaturas de las carreteras de la Comunidad Valenciana.

## Historia
La CV-309 sustituyó a la carretera local  VV-7014  con trazado similar al actual.En el año 2013, fruto de la reorganización de la red autonómica de carreteras, el trazado fue asimilado por la   CV-320 , conservando aún en muchos tramos indicaciones como  CV-309 .

## Trazado
La CV-309 comenzaba en el enlace con la Pista de Barcelona  V-21  (Anteriormente  N-221 ) junto a Puzol . La primera salida es el acceso sur al polígono del Puerto de Sagunto. A continuación, el acceso norte al polígono del Puerto de Sagunto dirigiéndose al Polígono Industrial de Sagunto. Termina su recorrido enlazando con la  V-23  que se dirige a Sagunto y a su Puerto en el acceso al núcleo de población del mismo donde llegaba hasta la carretera  N-237 .

## Recorrido
| Velocidad | Esquema | Salida | Sentido Puerto de Sagunto (ascendente)                                                       | Sentido Puzol (descendente)                                                                  | Carretera    | Notas |
| --------- | ------- | ------ | -------------------------------------------------------------------------------------------- | -------------------------------------------------------------------------------------------- | ------------ | ----- |
|           |         |        | CV-309                                                                                       | V-21                                                                                         | V-21         |       |
|           |         |        | Camino                                                                                       |                                                                                              |              |       |
|           |         |        | Parque Sagunto I (Sur) CECAV                                                                 |                                                                                              |              |       |
|           |         |        |                                                                                              | Parque Sagunto I (Norte)                                                                     |              |       |
|           |         |        | CV-320 Puerto de Sagunto Canet de Berenguer V-23 Puerto V-23 Valencia <> Teruel <> Castellón | CV-320 Puerto de Sagunto Canet de Berenguer V-23 Puerto V-23 Valencia <> Teruel <> Castellón | V-23 CV-320  |       |
|           |         |        | Sagunto Canet de Berenguer V-23 Todas Direcciones Centro Comercial                           | Sagunto Canet de Berenguer V-23 Todas Direcciones Centro Comercial                           | CV-320 N-237 |       |